# Federazione calcistica della Sierra Leone
La Federazione calcistica della Sierra Leone (in inglese Sierra Leone Football Association, acronimo SLFA) è l'ente che governa il calcio in Sierra Leone.
Fondata nel 1967, si affiliò alla FIFA e alla CAF nello stesso anno. Ha sede nella capitale Freetown e controlla il campionato nazionale, la coppa nazionale e la Nazionale del paese.